# Qin Hailu
Qin Hailu (nacida el 11 de agosto de  1978 en Yingkou, Liaoning), es una actriz, guionista y cantante china.

## Carrera
Ha sido reconocida como la mejor actriz en el Festival de los premios "Golden Horse Film and Awards", "Hong Kong Film Critics Society Award" y "Golden Bauhinia".

## Filmografía

### Películas
- Durian Durian (2000)
- After This Our Exile (2006)
- Wo Hu (2006)
- Call for Love (2007)
- Thank You For Having Loved Me (2007)
- The Piano in a Factory (2010)
- Una vida sencilla (2011)
- Secret History of Empress Wu (2011)
- Return Ticket (2011)
- Young Style (2013)
- The House That Never Dies (2014)
- Red Sorghum (2014)
- Red Amnesia (2014)
- The Crossing (2014)
- Tale of Three Cities (2015)

### Programas de variedades
| Año              | Programa              | Notas                  |
| ---------------- | --------------------- | ---------------------- |
| 2019             | Chinese Restaurant S3 | miembro                |
| 2016, 2017, 2019 | Happy Camp            | 3 episodios - invitada |

### Revistas / sesiones fotográficas
| Año  | Título               | Notas                    |
| ---- | -------------------- | ------------------------ |
| 2019 | Fashionable Magazine | (publicación de octubre) |

### Eventos
| Año  | Título                              | Notas |
| ---- | ----------------------------------- | ----- |
| 2019 | 2019-2020 New Year’s Countdown Gala |       |